# Méthanofurane

Structure des méthanofuranes a, b et c.

Les méthanofuranes, abrégés en MFR, sont une famille de cofacteurs présents chez les archées méthanogènes. Leur structure présente un 2-aminoéthylfurane lié à un groupe phénoxy. Au moins trois groupements terminaux ont été identifiés :
- méthanofurane a : R = tricarboxyheptanoyl ;
- méthanofurane b : R = glutamyl-glutamyl ;
- méthanofurane c : R = tricarboxy-2-hydroxyheptanoyl.

## Formylation des méthanofuranes
Les méthanofuranes sont formylés en formylméthanofurane dès les premières étapes de la méthanogenèse. La formylméthanofurane déshydrogénase (EC 1.2.99.5) catalyse cette réaction à partir d'une molécule de dioxyde de carbone CO2, qui est la source première du carbone de cette voie métabolique.

## Déformylation des méthanofuranes
La formylméthanofurane:tétrahydrométhanoptérine N-formyltransférase (EC 2.3.1.101) transfère le groupe formyle depuis le formylméthanofurane vers l'azote no 5 de la tétrahydrométhanoptérine. Cette enzyme, qui a été cristallisée, ne contient pas de groupement prosthétique.